# Star Wars: Kanan
Star Wars: Kanan, nota anche come Kanan, è una serie a fumetti statunitense in dodici episodi ambientata nell'universo fantascientifico di Guerre stellari, uscita il 1º aprile 2015 e terminata il 16 marzo 2016.
Pubblicata dalla Marvel Comics, segue le vicende di Caleb Dume, meglio noto come Kanan Jarrus, uno dei protagonisti della serie televisiva Star Wars Rebels. I due archi narrativi di sei parti ciascuno, L'ultimo Padawan e Primo sangue, sono stati scritti da Greg Weisman e disegnati da Jacopo Camagni e da Pepe Larraz. L'ultimo Padawan si svolge durante l'Ordine 66, mentre Primo sangue rappresenta la prima incursione di Kanan nelle guerre dei cloni.
In Italia è stato pubblicato in dodici numeri all'interno dello spillato mensile Darth Vader dal 26 novembre 2015 al 27 ottobre 2016.

## Volumi

### Archi narrativi
- L'ultimo Padawan (1º aprile 2015-23 settembre 2015)
  - Parte I (1º aprile 2015)
  - Parte II (6 maggio 2015)
  - Parte III (10 giugno 2015)
  - Parte IV (22 luglio 2015)
  - Parte V (19 agosto 2015)
  - Parte VI (23 settembre 2015)
- Primo sangue (28 ottobre 2015-16 marzo 2016)
  - Parte I (28 ottobre 2015)
  - Parte II (18 novembre 2015)
  - Parte III (16 dicembre 2015)
  - Parte IV (27 gennaio 2016)
  - Parte V (24 febbraio 2016)
  - Parte VI (16 marzo 2016)

### Edizioni speciali
- Cartonato libro I: L'ultimo Padawan (3 novembre 2015)
- Cartonato libro II: Primo sangue (31 maggio 2016)
- Edizione omnibus: Kanan Omnibus (20 dicembre 2016)